# Эймос и Энди

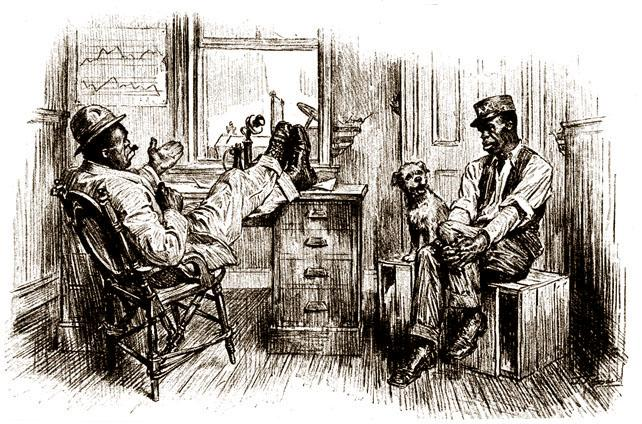
Эймос и Энди. Иллюстрация Дж. Дж. Гоулда для New Movie Magazine (1930 год)

«Эймос и Энди» (англ. Amos 'n' Andy) — американский комедийный радиосериал, посвящённый двум чернокожим персонажам (изначально действие разворачивалось в Чикаго, потом — в нью-йоркском Гарлеме). В то время как у шоу была короткая жизнь на телевидении 1950-х годов с черными актёрами, радиошоу с 1928 по 1960 год было создано, написано и озвучено двумя белыми актёрами — Фриман Госден и Чарльз Коррелл, которые играли Эймоса Джонса (Госден) и Эндрю Хогга Брауна (Коррелл), а также второстепенных персонажей. На телевидении в 1951—1953 годах чернокожие актёры исполняли большинство ролей; белые персонажи встречались редко.
«Эймос и Энди» был одним из первых комедийных радиосериалов. Изначально выходил на чикагской радиостанции WMAQ, после появления в 1928 году проект стал популярен, начав выходить на NBC Radio и CBS Radio и телевидении. Первые серии записывались в отеле El Mirador в Палм-Спрингс, Калифорния:168–71. Шоу выходило в формате радиосериала (1928-43), еженедельной ситуационной комедии (1943—1955) и вечерней диск-жокейной программы (1954—1960). Телевизионная адаптация транслировалась на канале CBS (1951—1953) и продолжалась в повторных показах синдикации (1954—1966). Шоу больше не показывали общенациональной аудитории до 2012 года.

## Истоки

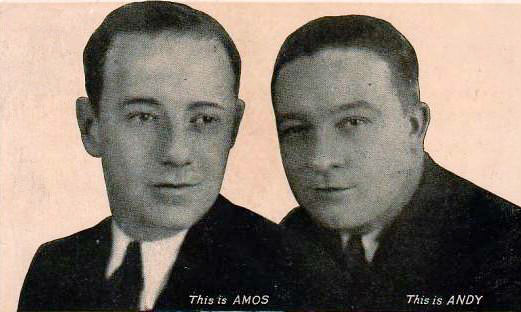
Фримен Госдер ('Эймос') и Чарльз Коррелл ('Энди'). Фотография 1929 года.

Госден и Коррелл были белыми актёрами, знакомыми с традициями менестрель-шоу. Они встретились в 1920 году в Дареме, Северная Каролина. Только в 1925 году они появились на чикагской радиостанции WQJ. Их выступления вскоре привели к регулярной программе на другой чикагской радиостанции WEBH, где их единственной компенсацией была бесплатная еда. Пара надеялась, что радиопередача приведет к работе на сцене; они смогли продать некоторые из своих сценариев местному руководителю оркестра Полу Эшу, что привело в 1925 году к началу работы на принадлежащей газете Chicago Tribune' радиостанции WGN. Это выгодное предложение позволило им стать постоянными вещателями. Компания Victor Talking Machine Company также предложила им контракт на запись..
Так как Tribune синдицировала популярный комикс Сидни Смита «The Gumps», который успешно представил концепцию ежедневной непрерывности, исполнительный директор WGN Бен Макканна подумал, что сериализованная версия будет работать на радио. Он предложил Госдену и Корреллу адаптировать комикс, но эта идея была сопряжена с большим риском: ни один из них не умел имитировать необходимые по первоисточнику женские голоса. Они также осознавали, что сделали себе имя своим предыдущим выступлением. Играя роли персонажей, использующих диалект, они смогут скрыть свою личность в достаточной степени, чтобы вернуться к прежней работе, если радиошоу потерпит неудачу.
Вместо этого они предложили серию о «парочке цветных персонажей», которая, тем не менее, позаимствовала некоторые элементы у «Гампсов». Их новое шоу Сэм и Генри, началось 12 января 1926 года и очаровало радиослушателей по всему Среднему Западу. Он стал настолько популярным, что в 1927 году Госден и Коррелл потребовали, чтобы он распространялся среди других станций на пластинках для фонографов в концепции «бесцепной цепи», которая стала бы первой радиосиндикацией. Когда WGN отклонила это предложение, Госден и Коррелл покинули шоу и радиостанцию; их последняя музыкальная программа для была объявлена в выпуске Chicago Daily Tribune 29 января 1928. Серии Сэма и Генри продолжали выходить до 14 июля 1928 года Персонажи Коррелла и Госдена по контракту принадлежали WGN, поэтому они не могла использовать их имена после ухода..
Принадлежащая газете Chicago Daily News радиостанция WMAQ наняла Госдена и Коррелла и их бывшего диктора WGN Билла Хэя для создания сериала, похожего на Сэма и Генри. Она предлагал более высокую зарплату, чем WGN, а также право реализовывать идею синдикации. Позже создатели сказали, что они назвали персонажей Амосом и Энди после того, как услышали, как в чикагском лифте два пожилых афроамериканца приветствовали друг друга. Первый выпуск "Эймоса и Энди" вышел 19 марта 1928 года, перед выходом в эфир каждой программы Госден и Коррелл записывали шоу на пластинки со скоростью вращения 78 об / мин в Marsh Laboratories, которым руководил пионер электрической записи Орландо Р. Марш. В начале 1930-х годов шоу транслировалось из отеля El Mirador в Палм-Спрингс, Калифорния.
За все время существования программы как ночного сериала в первое десятилетие Госден и Коррелл использовали более 170 различных мужских голосов. Эпизодическая драма и напряжение, усиленные захватывающими концовками, позволила «Эймосу и Энди» достичь постоянно растущей радиоаудитории. Это была первая радиопрограмма, которая распространялась по синдикации в США, и к августу 1929 года по крайней мере 70 радиостанций транслировали записанные эпизоды.

### Первоначальные сюжеты и персонажи
Амос Джонс и Энди Браун работали на ферме недалеко от Атланты, штат Джорджия, и в эпизодах первой недели они, несмотря на предупреждения друга, планировали найти лучшую жизнь в Чикаго. С четырьмя бутербродами с ветчиной и сыром и 24 долларами они купили билеты на поезд и направились в Чикаго, где жили в меблированных комнатах на Стейт-стрит и пережили тяжелые времена, прежде чем открыть свой собственный бизнес — компанию Fresh Air Taxi (у первого их автомобиля не было лобового стекла; пара превратила его в точку продаж). К 1930 году известный производитель игрушек Louis Marx and Company предлагал заводную версию автомобиля с Эймосом и Энди внутри, компания по производству игрушек выпустила специальную версию игрушки с автографами в качестве подарков американским лидерам, в том числе президенту Герберту Гуверу. Также в 1929 году вышла книга Коррелла и Госдена All About Amos 'n' Andy and Their Creators (переиздана в 2007 и 2008 годах) и комикс в Chicago Daily News.
Наивный, но честный Амос был трудолюбивым, а после женитьбы на Руби Тейлор в 1935 году ещё и преданным семьянином. Энди был доверчивым мечтателем с завышенной самоуверенностью, который, как правило, позволял Амосу делать большую часть работы. Лидер их ложи «Мистические рыцари моря» Джордж «Морской царь» Стивенс часто заманивал их в схемы быстрого обогащения или какие-то неприятности. Среди других персонажей были трудолюбивый, но многострадальный семьянин Джон Август «Брат» Кроуфорд; успешный продавец недвижимости и страховок Генри Ван Портер; энергичный журналист Фредерик Монтгомери Гвинделл; несколько нечестный юрист Алгонкин Дж. Кэлхун (добавлен в сериал в 1949 году); хорошо говорящий отец Руби с высшим образованием Уильям Льюис Тейлор,; и Уилли «Молния» Джефферсон, медлительный персонаж типа Степина Фетчита. Крылатая фраза Морского царя «Святая скумбрия!» вошла в американский лексикон.
Было три центральных персонажа: Энди Браун (озвучивал Коррелл), Эймос и Кингфиш (обоих озвучивал Госдер). Большинство сцен представляли собой диалоги между Энди и Эймосом или Энди и Кингфишем. Эймос и Кингфиш редко появлялись вместе. Поскольку Коррелл и Госден озвучивали практически все роли, женские персонажи, такие как Руби Тейлор, жена Кингфиша Сапфир и различные подруги Энди, изначально входили в сюжет через обсуждение их персон между мужскими персонажами. До 1931 года, когда мадам Куин (тогда её озвучил Госден) выступала в качестве свидетеля в своем судебном процессе против Энди о нарушении обещания, женский голос в программе появлялся лишь один раз. Начиная с 1935 года актрисы начали озвучивать женских персонажей, а после того, как в 1943 году программа была преобразована в еженедельную комедию положений, на некоторые мужские роли второго плана были наняты другие актёры. Однако Коррелл и Госден продолжали озвучивать трех центральных персонажей по радио, пока сериал не закончился в 1960 году.
Весной и летом 1928 года аудитория увеличилась, и успех шоу побудил спонсора Pepsodent 19 августа 1929 года представить его радиосети Blue Network. Поскольку Blue Network не имела филиалов на западном побережье США, многие слушатели жаловались NBC, что хотят послушать шоу, но не могут. По специальной договоренности «Эймос и Энди» дебютировал на обоих побережьях страны 28 ноября 1929 года с помощью Pacific Orange и Blue Network. WMAQ тогда был филиалом CBS, и его генеральный менеджер безуспешно пытался заинтересовать родную сеть в продолжении шоу. В то же время главные герои сериала Эймос, Энди и Кингфиш переехали из Чикаго в Гарлем. К 1930 году программа была настолько популярна, что NBC приказала прерывать трансляцию только по вопросам государственной важности и сигналам SOS. Коррелл и Госден получали общую зарплату в размере 100 тыс. долл., которую они разделили на три части, одна из которых предназначалась диктору Биллу Хэю, который был с ними с самого начала.
Сюжетная арка романа Энди (и последующих проблем) с косметологом из Гарлема мадам Куин очаровала около 40 млн. слушателей в 1930 и 1931 годах, став национальным явлением. Многие сюжетные линии программы в этот период были больше связаны с драмой, чем с комедией, в том числе почти смерть невесты Эймоса Руби от пневмонии весной 1931 года и жёсткий допрос Эймоса полицией после убийства дешёвого гангстера Джека Диксона в декабре того же года. После официальных протестов Национальной ассоциации начальников полиции Коррелл и Госден были вынуждены отказаться от этой сюжетной линии, превратив её в дурной сон, от которого Эймос с благодарностью проснулся в канун Рождества.
Как отмечала историк радиовещания Элизабет МакЛеод, нововведения сделали шоу «Эймоса и Энди» поворотным моментом в развитии радиосериалов:

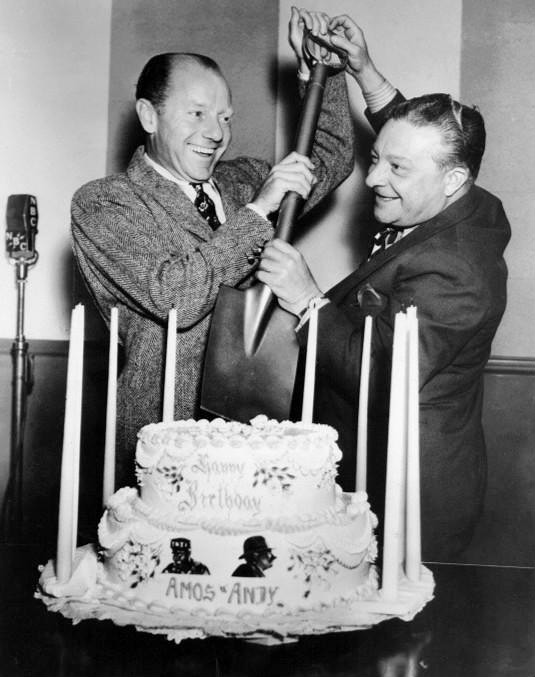
Госден и Коррелл отмечают 10-летия программы на NBC (март 1938 года).

Работая в одиночку в небольшой студии, Коррелл и Госден создали интимный, сдержанный стиль игры, который резко отличался от широкой манеры театральных актёров — техника, требующая тщательной модуляции голоса, особенно при изображении нескольких персонажей. Исполнители впервые применили технику изменения как расстояния от микрофона, так и угла их подхода к нему, чтобы создать иллюзию группы персонажей. Слушатели легко могли представить, что находятся в таксопарке, слушая разговор близких друзей. Результатом стал уникальный опыт для слушателей, которые за короткую историю радио никогда не слышали ничего похожего на «Эймоса и Энди».

Хотя юмор в стиле менестреля был обычным явлением в годы становления программы, по мере развития сериала он использовался реже, уступая место более сложному подходу к искусству создания образов. Коррелл и Госден были очарованы человеческой природой, и их подход как к комедии, так и к драме был основан на их наблюдениях за чертами и мотивами, которые управляют действиями всех людей. Хотя их персонажи часто пересекались с популярными афроамериканскими стереотипами, в их характерах также была универсальность, выходящая за рамки расы; под диалектными и расовыми образами сериал прославлял добродетели дружбы, настойчивости, трудолюбия и здравого смысла, и по прошествии лет и уточнении характеристик «Эймос и Энди» достигли эмоциональной глубины, с которой могли соперничать немногие другие радиопрограммы 1930-х годов.

Прежде всего, Госден и Коррелл были одаренными драматургами. Их сюжеты постепенно перетекали от одного к другому, важность второстепенных сюжетов росла, пока они не превзошли повествование, прежде чем отступить, чтобы уступить место следующей основной последовательности; Таким образом, семена сюжетных линий часто закладывались за месяцы вперед. Этот сложный метод построения сюжета сохранял свежесть программы и позволял Корреллу и Госдену держать свою аудиторию в постоянном напряжении. Техника, которую они разработали для радио на основе повествовательного комикса, до сих пор остается стандартным методом повествования в сериальной драме. .
Только несколько десятков серий были записаны и сохранились до сих пор, однако Маклеод в ходе работы над своей книгой удалось найти множество сценариев.

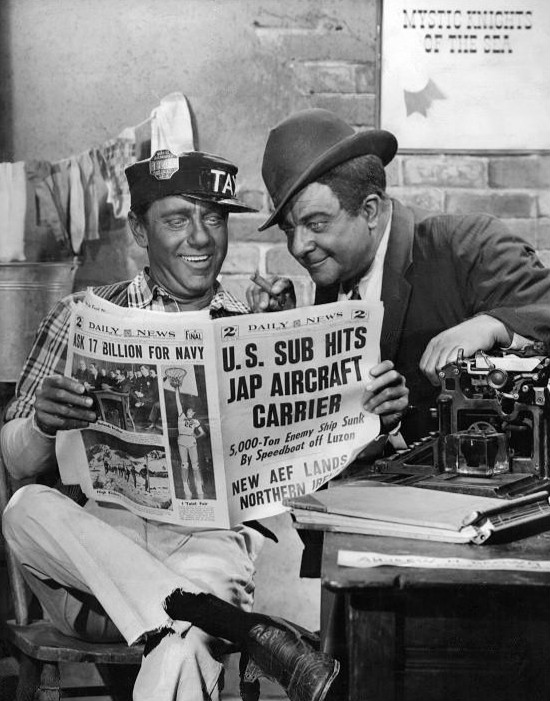
«Эймос и Энди», январь 1942 года.

В 1935 году программа была переведена NBC с Blue Network в Red Network, в то время как большинство транслировавших программу радиостанций не поменялось. Через несколько месяцев производство шоу переехало из чикагской студии NBC в Merchandise Mart в Голливуд. В 1938 году спонсором программы стал Campbell's Soup; из-за его близких отношений с CBS сериал ушёл на эту радиосеть 3 апреля 1939 года.
В 1943 году, выпустив 4 091 серию, радиопрограмму ушла с формата 15-минутного еженедельного драматического формата на CBS на получасовую еженедельную комедию у NBC. В то время как шоу, выходившее пять раз в неделю, часто было тихим и беззаботным, новая версия представляла собой полноценный ситком в голливудском смысле с постоянной студийной аудиторией и оркестром. Для пополнения актёрского состава было привлечено больше внешних актёров, в том числе многих профессионалов чёрной комедии, таких как Эдди Грин и Джеймс Баскетт. Многие из получасовых программ были написаны Джо Коннелли и Бобом Мошером, позже командой сценаристов «Оставь это Биверу» и «Мюнстерам». В новой версии Эймос стал второстепенным персонажем по отношению к более доминирующему дуэту Энди и Кингфиша, хотя по-прежнему фигурировал в традиционном рождественском шоу. Рождественское шоу также стало частью более позднего телесериала. Более поздняя радиопрограмма и телеверсия были продвинуты для того времени, изображая чернокожих в самых разных ролях, включая успешных владельцев бизнеса и менеджеров, профессионалов и государственных служащих, в дополнение к комическим персонажам в основе шоу. Они предвосхитили и послужили основой для многих более поздних комедий с участием персонажей из рабочего класса (как черных, так и белых), включая «Молодожены», « Все в семье» и « Сэнфорд и сын».

### Заглавная песня
Лейтмотивом как для радио, так и для телеверсии была «The Perfect Song» Джозефа Карла Брейла, которая была создана им для саундтрека к немому фильму Рождение нации.

### Спонсоры
Первопроходец в рекламном бизнесе Альберт Ласкер часто использовал программу в качестве рекламного средства. После сотрудничества с зубной пастой Pepsodent (1929-37) b Campbell’s Soup (1937-43), основными спонсорами стали моющее средство Rinso (1943-50); аптечная сеть Rexall (1950-54) и собственный бренд телевизоров CBS Columbia (1954-55). Поговаривали, что президент США Калвин Кулидж был большим поклонником программы, а политик Хьюи Лонг взял себе оттуда прозвище «Морской царь». На пике своей популярности многие кинотеатры приостанавливали показ полнометражных фильмов на 15 минут чтобы показать шоу с помощью звуковой системы или расположенного на сцене радиоприёмника. Когда некоторые кинотеатры начали рекламировать эту практику, NBC обвинила кинотеатры в нарушении авторских прав, утверждая, что взимание платы за вход на бесплатную трансляцию было незаконным. .

### Оппозиция и протест газетыPittsburgh Courier
Первый устойчивый протест против программы нашел свое вдохновение в декабрьском выпуске журнала Abbott’s Monthly за 1930 год, когда епископ У. Дж. Уоллс из Африканской методистской епископальной сионской церкви написал статью, в которой резко осуждал Эймоса и Энди за их характеристики низшего класса и «грубый, повторяющийся и идиотский» диалог. Бывшая в тот момент второй по величине афро-американской газетой Pittsburgh Courier, и её издатель Роберт Ли Ванн в течение 6 месяцев превратил критику священника в полномасштабный протест. В рамках кампании Ванна более 700 тыс. афроамериканцев обратились в Федеральную комиссию по радио с жалобой на расистские стереотипы.
Историк Джеймс Н. Грегори пишет, что программа «стала предметом ожесточенных конфликтов в афроамериканских сообществах» и что, в то время как Pittsburgh Courier боролся с программой, «Chicago Defender хвалил полезные темы шоу и добродушный», пригласив Госдена и Коррелла на свой ежегодный общественный парад и пикник 1931 года.

## Фильмы
В 1930 году RKO Radio Pictures привезла Госдена и Коррелла в Голливуд, чтобы они снялись в художественном фильме «Проверка и двойная проверка» (назван в честь фразы из радиошоу). Актёрами были входили белые и черные (среди них был Дюк Эллингтон и его оркестр), а Госден и Коррелл играли Амоса и Энди с помощью блэкфейса. Зрителям было любопытно посмотреть, как выглядят их любимцы на радио, и они ожидали увидеть афроамериканцев вместо белых мужчин с чёрным лицом. Фильм не понравился ни критикам, ни Госдену и Корреллу, но ненадолго стал самым кассовым хитом RKO до выхода в 1933 году «Кинг-Конга».
RKO исключил любые планы на продолжение. Госден и Коррелл озвучили короткометражные мультфильмы об Эймосе и Энди «Матч Расслина» и «Укротитель львов», выпущенные Van Beuren Studios в 1934 году. Они также не увенчались успехом. Спустя годы Госден назвал «Проверку и двойную проверку» «чуть ли не худшим фильмом всех времен». Госден и Коррелл также позировали для рекламных фотографий с чёрным лицом. Эймос и Энди появились в фильме Большое радиовещание в 1936 году.

## Телевидение
Надеясь показать сериал на телевидении уже в 1946 году, Госден и Коррелл четыре года искали актёров, прежде чем начались съемки. CBS наняла дуэт в качестве продюсеров нового телешоу. Согласно газетной статье 1950 года, Госден и Коррелл изначально стремились озвучить персонажей Амоса, Энди и Кингфиша для телевидения, в то время как актёры, нанятые для этих ролей, выступали и, по-видимому, должны были синхронизировать сюжетные линии по губам. Год спустя оба рассказали о том, как они поняли, что визуально не подходят для роли на телевидении, сославшись на трудности с созданием фильма «Проверь и перепроверь». Больше не упоминалось о том, что Госден и Коррелл продолжают озвучивать ключевые мужские роли в телесериале. Корелл и Госден действительно записали реплики главных мужских персонажей, чтобы в какой-то момент послужить ориентиром для диалогов телешоу. В 1951 году дуэт решил через два года уйти из радиовещания; было предположение, что их роли на радио передадут чернокожим актёрам.
Адаптированное для телевидения Шоу Эймоса и Энди производилось с июня 1951 по апрель 1953 года, было снято 52 эпизода со спонсорством Blatz Brewing Company. В телесериале в главных ролях использовались чернокожие актёры, хотя актёрам им было приказано сохранять свои голоса и манеру речи близкими к голосам Госдена и Коррелла. Шоу, созданное в студии Hal Roach Studios для CBS, было одним из первых телесериалов, снятых с помощью многокамерной установки, которую впервые применили всего четыре месяца назад для съёмок «Я люблю Люси». Музыкальная тема сериала была основана на радиошоу «The Perfect Song», но стала «Angel’s Serenade» Гаэтано Браги в исполнении The Jeff Alexander Chorus. Программа дебютировала в эфире28 июня 1951 года.
Главные роли исполняли:
- Элвин Чайлдресс — Эймос Джонс

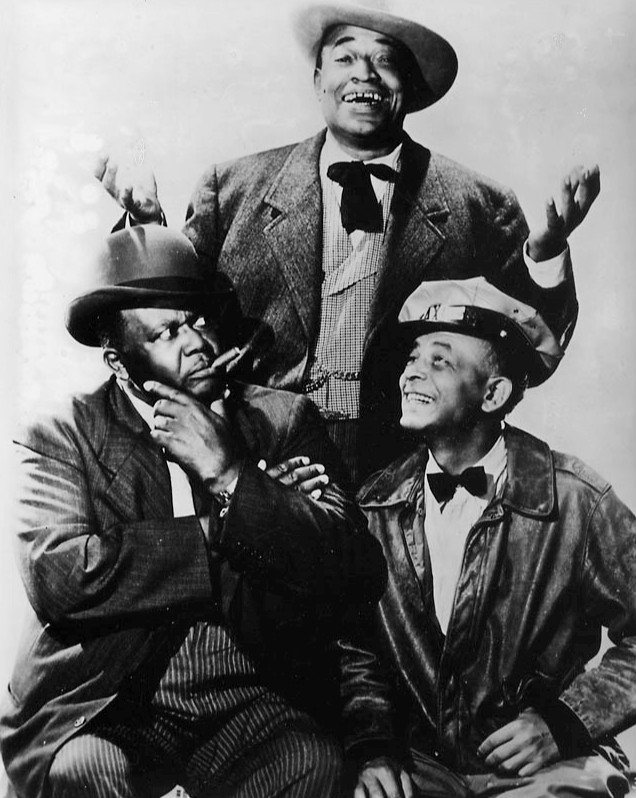
Актёрский состав Шоу Эймоса и Энди (1951-53). Спенсер Уильямс (Энди), Тим Мур (Кингфиш) и Элвин Чайлдресс (Эймос).

- Спенсер Уильямс — Эндрю Хогг Браун (Энди)
- Тим Мур — Джордж «Кингфиш» Стивенс
- Эрнестин Уэйд — Сапфира Стивенс
- Аманда Рэндольф — Рамона Смит (мама Сапфиры)
- Джонни Ли — Алгонкин Дж. Кэлхун[49]
- Ник Стюарт — Лайтнин (billed as «Nick O’Demus»)
- Джейн Адамс — Руби Джонс

Неуказанный в титрах актёрский состав, участвовавший в различных эпизодах
- Руби Дэндридж — Сэди Блейк / Харриет Кроуфорд
- Дадли Дикерсон — разные роли
- Рой Гленн — многочисленные роли представителей власти[51]
- Jester Hairston — Генри ван Поттер, разные роли
- Тереза Харрис — Глоретта
- Джени Ле Гон — разные роли
- Сэм МакДэниел — разные роли
- Лиллиан Рэндольф — мадам Куинн
(две серии); мама Каролины (одна серия)
- Уильям Уолкер — разные роли

На этот раз NAACP выступила с официальным протестом почти сразу после начала телевизионной версии, назвав шоу «грубой клеветой на негров и искажением правды»,
в 1951 году был выпущен бюллетень «Почему телешоу 'Эймоса и Энди’ должно быть убрано из эфира». IВ нем говорилось, что шоу «имеет тенденцию укреплять среди неосведомленных и предвзятых людей вывод о том, что негры неполноценны, ленивы, глупы и нечестны, … Каждый персонаж» является «либо клоуном, либо мошенником»; «негры-врачи показаны шарлатанами и ворами»; «Адвокаты-негры показаны скользкими трусами»; «негритянки изображены кудахчущими, кричащими мегерами»; «Все негры показаны увертками всякого рода»; и «Миллионы белых американцев видят эту картину негров в стиле „Эймоса и Энди“ и думают, что вся раса такая же». "
Это давление считалось основным фактором отмены шоу, хотя оно заняло 13-е место в рейтинге Nielsen за 1951—1952 годы и 25-е место в 1952—1953 годах. Blatz также стал мишенью критики, окончательно прекратив свою рекламную поддержку в июне 1953 года. Было высказано предположение, что CBS допустила ошибку, показав премьеру шоу одновременно с национальным съездом NAACP 1951 года, что, возможно, усилило возражения против него. Шоу широко повторялось в синдицированных повторах до 1966 года, когда в результате беспрецедентной акции для сетевого телевидения в то время CBS наконец уступила давлению со стороны NAACP и растущего движения за гражданские права и отозвала программу. Он был взят из телевизионной сети Австралийской радиовещательной корпорации, которая транслировала его почти десять лет. Сериал не показывали регулярно по американскому телевидению ещё 46 лет. Телевизионное шоу было доступно на контрафактных VHS и DVD, которые обычно включают до 71 из 78 серий.
Когда шоу было отменено, было снято 65 серий. Последние 13 из этих серий должны были быть показаны на CBS в сезоне 1953-54, но вместо этого были выпущены синдицированными повторами. В 1954—1955 годах было выпущено ещё 13 серий, которые будут добавлены в синдицированный пакет повторных показов. Эти эпизоды были посвящены Кингфишу с небольшим участием Амоса или Энди, потому что эти эпизоды должны были называться «Приключения Кингфиша» (хотя в конечном итоге их премьера состоялась под названием «Эймос и Энди»). Были составлены планы водевиля на основе телепрограммы в августе 1953 года, в котором Тим Мур, Элвин Чайлдресс и Спенсер Уильямс играли те же роли. Неизвестно, были ли выступления Все ещё стремясь к успеху на телевидении, Госден, Коррелл и CBS планировали начать трансляцию «Эймоса и Энди» осенью 1956 года, когда оба его создателя появятся на телевидении на разделенном экране с предложенным актёрским составом.
В 1956 году группа актёров начала тур по стране «Телезвезды Эймоса и Энди» который был остановлен CBS; сеть посчитала это нарушением своих исключительных прав на шоу и его персонажей. После угрозы судебного иска, положившего конец туру 1956 года, Мур, Чайлдресс, Уильямс и Ли смогли выступить в роли по крайней мере одну ночь в 1957 году в Виндзоре, Онтарио.

## Поздние годы
В 1955 году формат радиошоу был изменён с изменён с еженедельного на ежедневное получасовое раннее вечернее, чтобы включить воспроизведение записанной музыки между скетчами (с появлением случайных гостей), а сериал был переименован в Музыкальный зал Эймоса и Энди. Финальный выпуск программы состоялся 25 ноября 1960 года. Хотя к 1950-м годам популярность шоу была намного ниже своего пика 1930-х годов, творению Госдена и Коррелла удалось пережить большинство радиопостановок, последовавших за ними.

### Мультфильм
В 1961 году Госден и Коррелл предприняли последнюю попытку выступить на телевидении, хотя и в «замаскированной» версии. Они озвучивали главных героев выходившего в прайм-тайм анимационного мультфильма «Кальвин и полковник» с участием антропоморфных животных, чьи голоса и ситуации были почти такими же, как у Энди и Кингфиша (для программы были адаптировано несколько оригинальных радиосценариев Амоса и Энди). Эта попытка возродить сериал таким образом, чтобы он был менее оскорбительным в расовом отношении, закончилась после одного сезона на канале ABC, хотя в течение нескольких лет он оставался довольно популярным в синдицированных повторах в Австралии. Коннелли и Мошер вернулись для создания сериала, а также написали несколько эпизодов.

## Дальнейшая судьба. Восприятие
В первой серии вышедшего лето 1968 года документального сериала CBS News О чёрной Америке отрывки из шоу показывались в сегменте про расовые стереотипы в кинофильмах и телепрограммах.
В 1983 году документальный фильм Эймос и Энди: Анатомия противоречия показывался в телевизионной синдикации, а в более поздние годы — через PBS и интернет. В нём рассказывалась краткая история франшизы от её дней на радио до сериала CBS, а также были представлены интервью с оставшимися в живых актёрами, а также с популярными в то время черными телезвездами, такими как Редд Фокс и Марла Гиббс, размышляя о влиянии шоу на их карьера. Фокс и Гиббс подчеркнули важность шоу с участием чернокожих актёров в главных ролях и выразили несогласие с возражениями NAACP, которые способствовали краху программы. В фильме также были представлены основные моменты эпизода «Kingfish buys a lot», который не показывали с тех пор, как его сняли с эфира в 1966 году.
В статье «Американское наследие» от 2012 года профессора Гарвардского университета Генри Луиса Гейтса-младшего писалось: «И все любили Амоса и Энди — мне все равно, что люди говорят сегодня… Никто не мог спутать их с цветными людьми. мы знали…»
В 2004 году телесеть Trio купила права на показ Эймоса и Эндиy на одну ночь с целью представить сериал современным зрителям. На его фестивале был показан документальный фильм «Анатомия спора», за которым последовали фильм «Проверка и двойная проверка»
В 2012 году независимый телевизионный и интернет оператор в Хьюстоне Rejoice TV начал регулярно транслировать шоу по будням по всей стране впервые с тех пор, как CBS прекратила распространение сериала в 1966 году. Шесть лет спустя Rejoice TV закрылась, поэтому сериал снова был снят с широкого распространения. В настоящее время нет официальных планов по перевыпуску сериала на общенациональное телевидение.

## Наследие
В 1988 году программа Эймос и Энди была включена Зал славы радио. В честь героев программы в западном Далласе названа пара параллельных улиц в одном квартале (Эймос-стрит и Энди-стрит).
Вышедший в 1996 году на американском кабельном телеканале HBO ситком Светская жизнь был частично задуман как оммаж «Эймосу и Энди», но с белыми персонажами.
Пародия на шоу вышла в 6-м сезоне американского сериала Студия 30 (Live From Studio 6H). В 2020 году на фоне Black Lives Matter создатели убрали эту серию, как и ряд других связанных с использованием блэкфейса, со стриминговых платформ США.

## Рейтинги

### Радио
| Месяц       | Рейтинг (% радиослушателей) |
| ----------- | --------------------------- |
| Январь 1930 | Нет данных                  |
| Январь 1931 | 53,4 (CAB)                  |
| Январь 1932 | 38,1 (CAB)                  |
| Январь 1933 | 29,4 (CAB)                  |
| Январь 1934 | 30,3 (CAB)                  |
| Январь 1935 | 22,6 (CAB)                  |
| Январь 1936 | 22.6 (Hooper)               |
| Январь 1937 | 18,3 (Hooper)               |
| Январь 1938 | 17,4 (Hooper)               |
| Январь 1939 | 14,4 (Hooper)               |
| Январь 1940 | 11,6 (Hooper)               |
| Январь 1941 | 11,9 (Hooper)               |
| Январь 1942 | 11,5 (Hooper)               |
| Январь 1943 | 9,4 (Hooper)                |
| Январь 1944 | 17,1 (Hooper)               |
| Январь 1945 | 16,5 (Hooper)               |
| Январь 1946 | 17,2 (Hooper)               |
| Январь 1947 | 22,5 (Hooper)               |
| Январь 1948 | 23,0 (Hooper)               |
| Январь 1949 | 20,1 (Hooper)               |
| Январь 1950 | 19,7 (Nielsen)              |
| Январь 1951 | 16,9 (Nielsen)              |
| Январь 1952 | 17,0 (Nielsen)              |
| Январь 1953 | 14,2 (Nielsen)              |
| Январь 1954 | 8,2 (Nielsen)               |
| Январь 1955 | Нет данных                  |

## Юридический статус
Хотя сами персонажи «Эймоса и Энди» находятся в общественном достоянии, а также товарные знаки, название, формат, основная идея и все материалы, созданные до 1948 года (Silverman vs CBS, 870 °F.2d 40), сам телесериал защищен авторским правом. CBS выкупила право собственности Госдена и Коррелла на программу и персонажей в 1948 году, и суды постановили в постановлении Сильвермана, что все материалы Амоса и Энди после 1948 года защищены. Все созданные до 1948 года материалы «Эймоса и Энди» находятся в открытом доступе. В 1998 году CBS возбудила иски о нарушении авторских прав против трех компаний, продающих видео, и издала приказ о прекращении и воздержании от действий национальной службы доставки по почте, которая в конце 1990-х предлагала различные эпизоды на видеокассетах через ночную телерекламу. Однако по состоянию на июнь 2018 года «Шоу Эймоса и Энди» продается на Amazon, хотя официальный выпуска DVD или Blu-Ray не планируется.

### Аудио
- Amos 'n' Andy discuss the Presidential election
- Amos & Andy Show on Way Back When
- Archive.org Old Time Radio — Amos 'n' Andy
- OTR Fans: Amos and Andy (23 episodes)
- Amos 'n' Andy — OTR — Old Time Radio (108 episodes)
- OTR Network Library: Amos 'n' Andy (219 episodes)
- Tom Heathwood interviews broadcast historian Elizabeth McLeod
- Zoot Radio, Free Amos 'n' Andy radio show downloads

### Видео
- Amos 'n' Andy: Anatomy of a Controversy Video by Hulu
- 1934 Amos 'n' Andy Cartoon, The Lion Tamer, at Internet Archive
- Also on Internet Archive, the second short Rassling Match

Шаблон:Эймос и Энди